# Kriek
Pour les articles ayant des titres homophones, voir Cric et Crique.

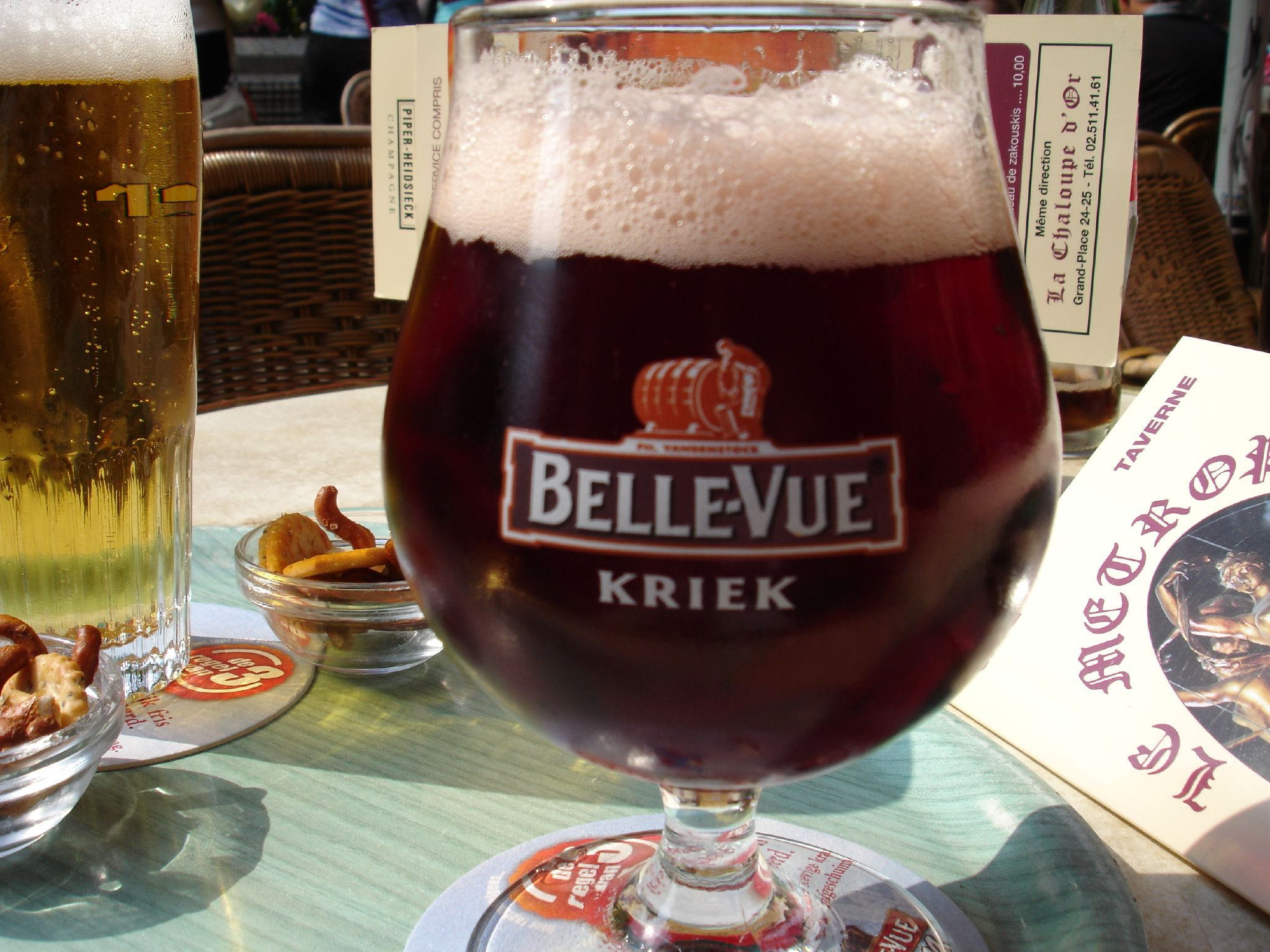
Un verre de bière Kriek.

La kriek est une bière belge aromatisée avec des cerises acides (aussi appelées cerises Morello). Traditionnellement il s'agit d'une lambic, bière de fermentation spontanée, mais la dénomination n'étant pas protégée toute bière aromatisée à la cerise peut être appelée kriek.

## Fabrication

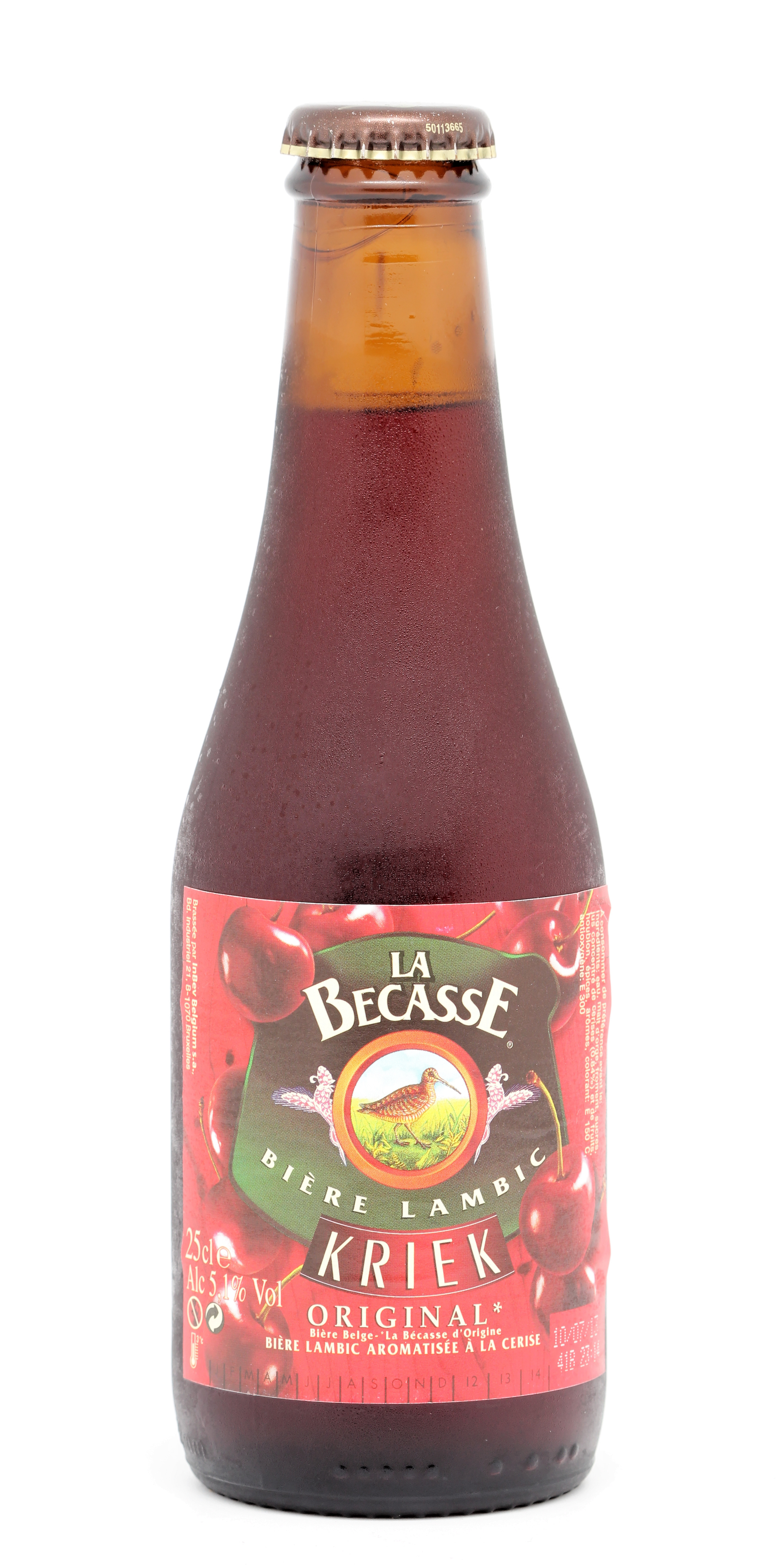
Bouteille de kriek La Bécasse.

Traditionnellement les « Schaarbeek krieken » ou « griottes » (une variété de Morello belge) des environs de Bruxelles sont utilisées. Kriek est un mot flamand pour cerises acides (Prunus cerasus), par opposition au mot kers (Prunus avium), désignant la cerise douce. Comme les cerises de Schaerbeek sont devenues plus difficiles à trouver, des brasseurs les ont remplacées (partiellement ou entièrement) par d'autres variétés de cerises acides, parfois venant d'autres pays.
Traditionnellement, la Kriek est fabriquée par des brasseries de Bruxelles et ses alentours et utilisant une bière lambic dans lesquelles les cerises sont ajoutées (avec le noyau). Une lambic est une bière belge sèche et acide, de fermentation spontanée sans pétillant ni mousse et connue pour être native de Bruxelles. Une kriek traditionnelle fabriquée à partir d'une bière lambic basique est acide et sèche. Les cerises sont laissées pendant plusieurs mois, causant une refermentation par l'ajout de sucre. Théoriquement il ne reste aucun sucre. Il y a ensuite un processus de maturation après que les cerises ont été retirées.
Plus récemment, les brasseurs de lambic ajoutent des édulcorants au produit final de leur bière, dans le but de le rendre moins acide et accessible à un plus grand public. Ils utilisent également du jus de cerise plus que les fruits eux-mêmes, ce qui permet de diminuer le temps de maturation. Autrefois, bien avant cette pratique commerciale, certains avaient tendance à ajouter un morceau de sucre dans le verre de kriek afin d'en adoucir le goût[réf. nécessaire].

### Bière utilisée
Certaines brasseries, comme Liefmans, fabriquent des bières de cerises basées sur les bières oud bruin au lieu des bières lambic. Techniquement, ces bières ne devraient pas être appelées krieks, bien que certaines d'entre elles soient des produits de haute qualité.
Jadis, certaines brasseries produisaient des krieks réalisées à partir d'un mélange de lagers (ou pils) et de cerises, comme ce fut le cas de la brasserie Sint-Jozef à Opitter. Ce produit demeure encore trouvable de façon très confidentielle, et a laissé place à une variété aux fruits des bois, la Bosvruchten. 
On trouve aussi des krieks réalisées à partir de bières blanches, ou de bière d'abbaye.

## Différents types de Kriek

### Kriek de lambic
- Boon Kriek
- Cantillon Kriek Lambic
- 3 Fonteinen Kriek
- Girardin Kriek 1882
- Hanssens Kriek Lambic
- Oud Beersel Oude Kriek Vieille
- Timmermans Traditionnelle Kriek Lambic

#### Kriek douces
- Belle-Vue Kriek Lambic
- Chapeau Kriek Lambic
- Lindemans Kriek Lambic
- Mort Subite Kriek Lambic
- Timmermans Kriek Lambic
- St. Louis Kriek Lambic

### Kriek à base deOud bruin
- De Ryck Kriek Fantastiek
- Liefmans Cuvée-Brut
- Kasteel Kriek
- Verhaeghe Echt Kriekenbier

### Kriek à base de bière blanche
- Belgian Kriek (Brasserie Lefebvre et brasserie Licorne)

### Kriek à base de bière d'abbaye
- Grimbergen Kriek (Brasseries Kronenbourg)

### Kriek halal
- Brasserie Caulier La Sultane Kriek Halal

## Hommage
En 2020, sera inauguré un nouveau quartier à Bruxelles sur l’ancien site industriel Tour et Taxis. Vingt-huit nouvelles voies vont être baptisées (d’après 1397 propositions) dont le passage de la Kriek.